# Samsonův dům
Samsonův dům (známý také jako dům U Samsona) stojí na rohu ulic Vysoká a V Brance v Rakovníku. Na jeho fasádě se zachovala renesanční sgrafita, která představují mj. výjevy ze života biblického Samsona. Dům je chráněn jako kulturní památka České republiky a Muzeum T. G. M. Rakovník zde provozuje Galerii Samson Cafeé, kavárnu, ve které se pořádají výstavy a další kulturní akce.
Z historie je známo, že dům původně patřil rodině Samsonů, z nichž byli patrně nejvýznamnější Bartoloměj a Diviš Samsonové, protože postupně byli rakovnickými primátory. Dům byl součástí židovského ghetta, které v této části města (ulice Vysoká, V Brance, Grillova, U Hluboké studny) vznikalo už od 15. století, v jeho blízkosti byla např. později postavena synagoga. V přízemí se nachází průchod do uličky, která se proto nazývá V Brance. Sgrafita, která se dříve nacházela na vícero rakovnických domech, ale byla většinou odstraněna ve druhé polovině 19. století, byla odkryta při opravě domu v roce 1920.
Jednopatrový dům z masivního zdiva a s valbovou střechou je původně středověký, v 16. století renesančně zásadně přestavěný a později ještě rozšířený nad průjezd. Má podlouhlou dispozici na svahu klesajícímu směrem k hlavnímu náměstí. Malý úzký dvorek slouží také provozu kavárny. V průčelí do ulice Vysoká se kromě sgrafit zachoval i dřevěný barokní štít. Sgrafita v přízemí zobrazují dva rytíře, v patře zachycují souboj Samsona se lvem a jeho boj proti Filištínským.